# Lebbeus speciosus
Lebbeus speciosus is een garnalensoort uit de familie van de Hippolytidae. De wetenschappelijke naam van de soort is voor het eerst geldig gepubliceerd in 1942 door Urita.